# Auburn, Quận Chippewa, Wisconsin
Auburn là một thị trấn thuộc quận Chippewa, tiểu bang Wisconsin, Hoa Kỳ. Năm 2010, dân số của thị trấn này là 677 người.